# Voice of World

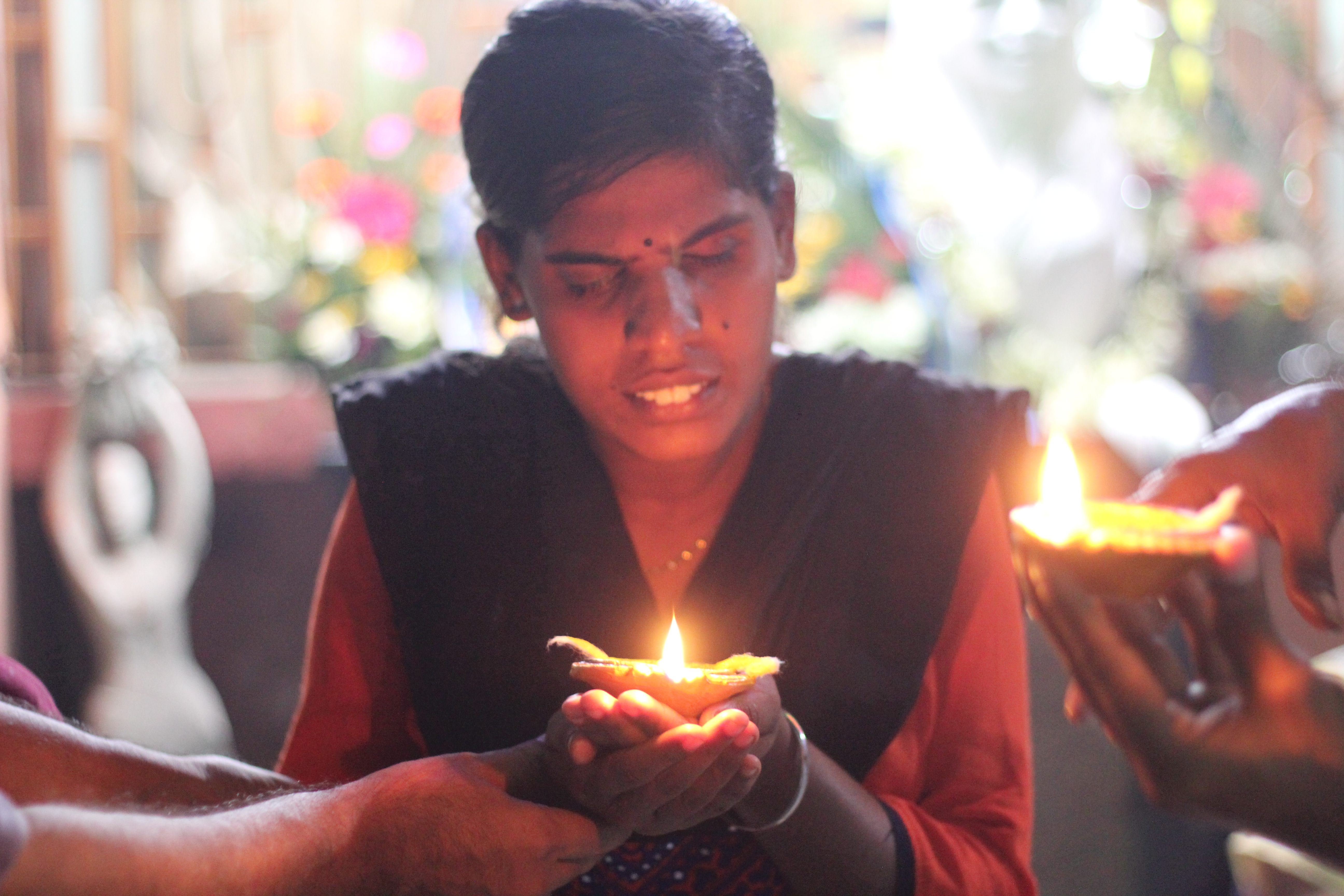
Diwalifest 2018 in Voice of the World

Voice of World ist eine 1992 gegründete Nichtregierungsorganisation in Kalkutta, die sich für behinderte Kinder und Erwachsene sowie anderweitig Unterprivilegierte einsetzt. Ein Schwerpunkt ist die Arbeit mit Blinden und anderweitig Sehbehinderten. Zu diesem Zweck betreibt sie 22 Stützpunkte in Westbengalen, sowie jeweils einen in Puri und Delhi. Die Stützpunkte bieten Bildung und Ausbildung, Arbeitsmöglichkeiten und Trainings für ein selbstbestimmtes Leben, sowie Wohnmöglichkeiten für einen Großteil des geförderten Personenkreises. Gründerin und Leiterin der Organisation ist Gari Gupta, eine Sozialarbeiterin, die selbst sehbehindert ist.

## Angebote
Voice of World betreibt mehrere Schulen: eine Schule für Blinde, eine inklusive Schule für Kinder mit kognitiven Einschränkungen, anderweitig behinderte und normal begabte Kinder, einen Kindergarten und eine Ausbildungsstätte für Lehrer. Darüber hinaus bietet die Organisation Schreib- und Leseunterstützungen unterschiedlicher Art an.
Voice of World bietet weiter unterschiedliche Wohnmöglichkeiten für benachteiligte Menschen, nicht nur für behinderte Kinder, sondern auch für bedürftige Waisen und alte Menschen. In Kalkutta betreibt Voice of World ein Internat für Kinder und Jugendliche mit Sehbehinderung mit 120 Plätzen.
Darüber hinaus publiziert und verleiht Voice of World Hörbücher.
Im August 2018 wurde Voice of World die zweite Organisation, die einen Interact Club von Rotary für Menschen mit Sehbehinderungen führt.
Voice of World unterstützt ca. 300 Menschen mit seinen Wohnangeboten und weitere ca. 2000 mit ambulanten Angeboten.

## Veranstaltungen

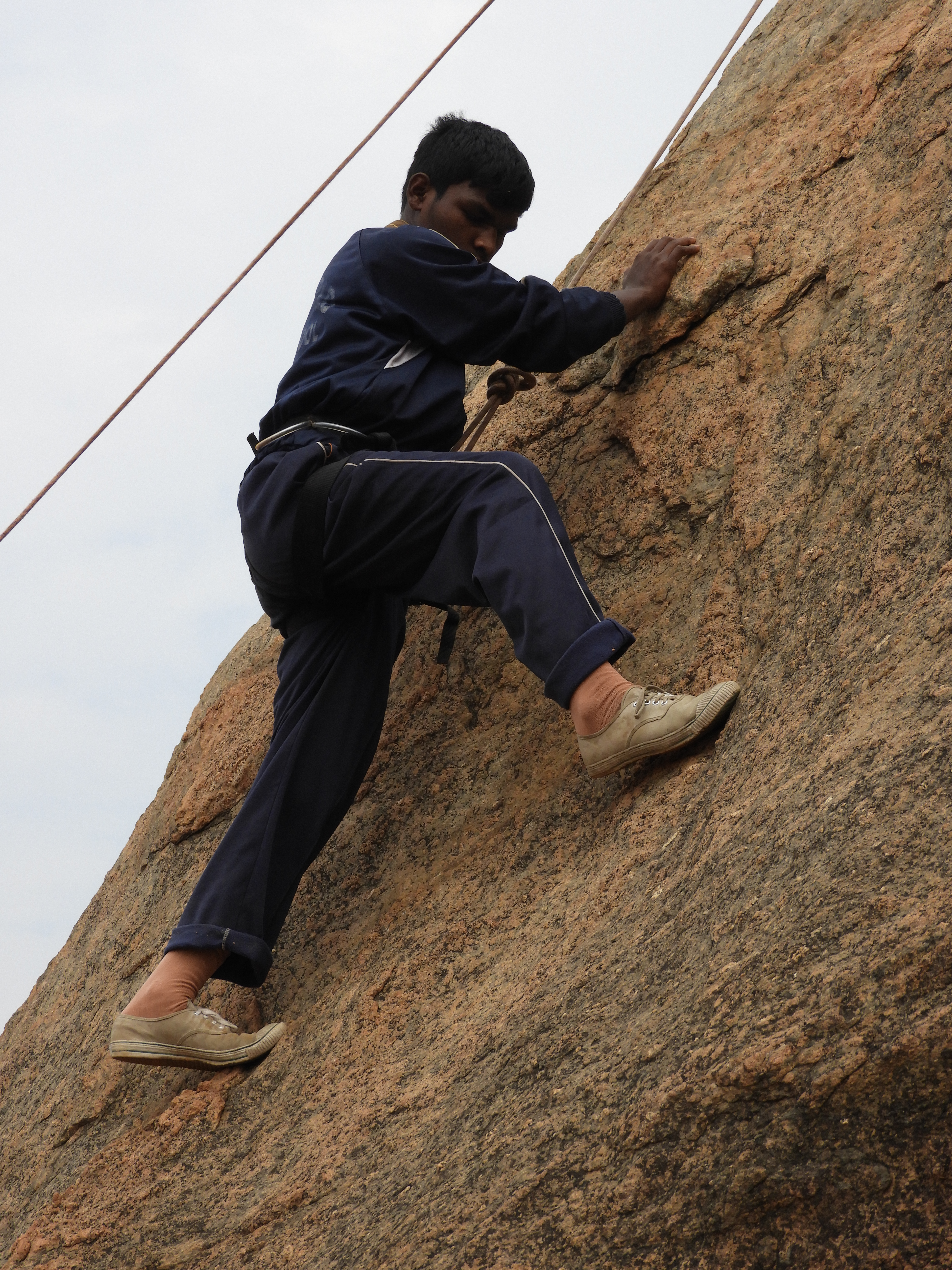
Ein Blinder Teilnehmer an einer Kletteraktion von Voice of World

Voice of World ermutigt die Teilnehmer an Maßnahmen der Organisation zu sportlicher Betätigung. Dazu führt Voice of World unter anderem Ausflüge in den Himalaya durch und gibt Klettertrainings für Blinde. Die Schule von Voice of World in Kalkutta meldet Schüler für öffentliche Laufveranstaltungen, wie den Pinkathon, Indiens größte Laufveranstaltung für Frauen, an und hat ein Fußballteam, das an nationalen Meisterschaften für Blinde teilnimmt.
2018 wurde für die Durga Puja Feiern in Ballygunj, einem Stadtteile von Kalkutta, eine Festbühne errichtet, die auf die Situation von Blinden aufmerksam machen sollte und zur Organspende von Augen aufrief. Die Festbühne mit all ihren Dekorationen war speziell als Fühlerlebnis für Blinde gestaltet. Die Idee zu diesem Thema geht auf Mitarbeiterinnen von Voice of World zurück, die Organisation war eine von vier Hilfsorganisationen für Blinde, die von der Ballygunjgemeinde zu den Feiern an dieser Festbühne eingeladen wurde und präsentierte am ersten Tag eine Vorführung von 30 Schülern.

## Preise
2009 gewann das Fußballteam von Voice of World den nationalen Titel für blinde Mannschaften.
Gari Gupta wurde 2018 für ihre Arbeit mit Voice of World der Nari Shakti Puraskar, die höchste zivile Auszeichnung für Frauen verliehen.